# Tchadia Airlines
Tchadia Airlines (code AITA : OT ; code OACI : CDO) était la compagnie aérienne nationale tchadienne, créée en 2018. Sa plate-forme de correspondance est l'aéroport international de N'Djaména. et liquidée en 2022.

## Historique
Fondée le 7 août 2018 après la disparition de Toumaï Air Tchad, elle est le fruit d'un partenariat signé entre le gouvernement tchadien, propriétaire de la compagnie, et Ethiopian Airlines, qui détient 49 % de son capital et en assure la direction. Elle est la compagnie aérienne nationale. 
Le vol inaugural de la compagnie est un vol N'djamena-Douala qui a lieu le 1er octobre 2018.

## Destinations
En 2018, Tchadia Airlines dessert les villes d'Abéché, de Faya, d'Amdjarass, de Moundou et de Sarh à l'intérieur du pays. À l'international, elle dessert les villes de Niamey au Niger, de Douala au Cameroun et de Bangui en République centrafricaine. elle compte desservir d'abord la sous-région Afrique centrale avant d'ouvrir dans le long terme les principales destinations de l'Europe, du Moyen-Orient et d'Asie.